# Mona Obaidli
Mona Obaidli (* 17. Februar 1997 in Molde, Norwegen) ist eine norwegische Handballspielerin, die für den dänischen Erstligisten Nykøbing Falster Håndboldklub aufläuft.

## Karriere
Obaidli spielte anfangs beim norwegischen Verein Molde HK, mit dem sie im Jahr 2021 im norwegischen Pokalfinale stand. In der Spielzeit 2021/22 wurde die Rückraumspielerin mit 155 Treffern Torschützenkönigin der höchsten norwegischen Spielklasse. Seit dem Sommer 2023 steht sie beim dänischen Erstligisten Nykøbing Falster Håndboldklub unter Vertrag.
Obaidli bestritt 15 Länderspiele für die norwegische Juniorinnennationalmannschaft, in denen sie 14 Treffer erzielte. Mit dieser Auswahlmannschaft belegte sie den fünften Platz bei der U-20-Weltmeisterschaft 2016. Im Turnierverlauf erzielte sie elf Treffer in neun Partien. Am 6. März gab sie ihr Debüt für die norwegische Nationalmannschaft.

## Sonstiges
Ihre beide Schwestern Sherin Obaidli und Anniken Obaidli spielen ebenfalls Handball. Ihr Vater stammt aus dem Bahrain.